# Femke Lakerveld
Femke Lakerveld (Hoorn, 16 september 1974) is een Nederlandse actrice.

## Films
Femke Lakerveld debuteerde in 1996 als actrice in de speelfilm Hufters & hofdames. Na deze rol kreeg ze hoofdrollen in de films Babylon, De Boekverfilming en Rent a Friend van regisseur Eddy Terstall. Ook was ze te zien in de films Simon, SEXtet en Vox populi (eveneens van Terstall), 06/05 (Theo van Gogh), De Nobelprijswinnaar (Timo Veltkamp), De sterkste man van Nederland (Mark de Cloe), Almanak (Stephan Brenninkmeijer) en Neem me Mee en Alles op tafel van Will Koopman. Voor enkele films van Terstall componeerde Lakerveld ook muziek.

## TV-series
Op televisie was Lakerveld onder meer te zien in de series Divorce, Dokter Tinus, Centraal Medisch Centrum, Meiden van De Wit, Medea, Lieve lust, Flikken Maastricht, Parels & Zwijnen, ZOOP, SpangaS, De co-assistent, Goede tijden, slechte tijden, in de telefilms De Stilte van het Naderen, Ravel en in videoclips van diverse bands. 
In 2011 speelde zij Charlene de Carvalho-Heineken in de miniserie Freddy, leven in de brouwerij. In de serie Van God Los (aflevering 'Rehab', 2017) vertolkte zij naast acteur/cabartier Javier Guzman de hoofdrol.
Vanaf 2023 speelde Lakerveld een vaste rol in de jeugd comedyserie Alles Flex. In dezelfde periode maakt Lakerveld furore met een satirische videoserie als de fictieve politica Mira Ornstein van de eveneens fictieve partij RoodGroen.

## Theater
Vanaf 2003 tot 2006 maakte Lakerveld deel uit van het Utrechtse theatergezelschap Factor 1. Ook was zij te zien in de musical Boyband en enkele muziektheatervoorstellingen. In 2011 speelde Lakerveld een hoofdrol in De dood van Theo van Gogh, onder productie van De Balie in Amsterdam.  

## Commercials
Lakerveld speelde ook naast Jeroen van Koningsbrugge in een Citroënreclame ("Ik zie ik zie wat jij niet ziet"). Verder was ze onder andere te zien in commercials van Andrélon en Douwe Egberts.

## Culturele en maatschappelijke activiteiten
In 1998 behaalde Lakerveld haar doctoraaldiploma Algemene Sociale Wetenschappen aan de Universiteit Utrecht. Naast actrice is Lakerveld ook actief op het gebied van advies, bestuur en toezicht in de culturele sector. Zo werkte zij bij Stichting Cultuur Ondernemen, zat zij in de raad van toezicht van Paradiso Melkweg Productiehuis en Lantaren/Venster en was zij adviseur voor onder meer Fonds Podiumkunsten.
In mei 2018 schreef Lakerveld samen met Eddy Terstall, Keklik Yücel en Asis Aynan een manifest dat in De Volkskrant gepubliceerd werd. Hierin werd de politiek opgeroepen om trouw te blijven aan vrijzinnige en seculiere wortels. Het manifest vormde het startsein van een politiek-maatschappelijke beweging genaamd Vrij Links. In juli 2018 werd Lakerveld bestuursvoorzitter van stichting Vrij Links die zich ten doel stelt het debat over progressieve, vrijzinnige waarden te faciliteren en te stimuleren. 

## Eredoctoraat
In september 2024 ontving Lakerveld een eredoctoraat van de Vrije Universiteit Brussel als erkenning voor haar sterke maatschappelijke betrokkenheid als actrice, opiniemaker en voorzitter van de beweging Vrij Links, voor haar bijdrage aan het bevorderen van artistieke vrijheid, het vrije en open debat, secularisme en individuele vrijheid.